# Ablepharus kitaibelii
Espèce
Synonymes
- Ablepharis kitaibelii Bibron & Bory de Saint-Vincent, 1833

Statut de conservation UICN

 LC  : Préoccupation mineure
Ablepharus kitaibelii, aussi appelé Abléphare de Kitaibel, Abléphare sans paupières, Scinque sans paupières ou Scinque abléphare, est une espèce de sauriens de la famille des Scincidae.

## Répartition
Cette espèce se rencontre en Slovaquie, en Hongrie, en Roumanie, en Croatie, en Serbie, au Kosovo, en Macédoine, en Albanie, en Grèce, en Bulgarie et dans l'ouest de la Turquie,.

## Liste des sous-espèces
Selon The Reptile Database (27 juin 2012) :
- Ablepharus kitaibelii fabichi Štěpánek, 1938
- Ablepharus kitaibelii fitzingeri Mertens, 1952
- Ablepharus kitaibelii kitaibelii (Bibron & Bory de Saint-Vincent, 1833)
- Ablepharus kitaibelii stepaneki Fuhn, 1970

## Description
C'est un lézard qui atteint environ 15 cm. Il vit caché sous des roches ou des feuilles, dans des milieux plutôt secs. Il est fin, avec de petites pattes, de couleur bronze avec des bandes sombres latérales.

## Étymologie
Le nom de cette espèce, kitaibelii, est dédié au botaniste hongrois Pál Kitaibel.

## Publications originales
- Bibron & Bory de Saint-Vincent, 1833 : Expédition scientifique de Morée, Zoologie Reptiles et poissons. Polypiers. Paris, Strasbourg, F.G. Levrault.
- Fuhn, 1970 : Über die Unterarten von Ablepharus kitaibelii. Acta Societatis Zoologicae Bohemicae, vol. 34, p. 9-17.
- Mertens, 1952 : Über den Glattechsen-Namen Ablepharus pannonicus. Zoologischer Anzeiger, vol. 149, p. 48-50.
- Stepanek, 1938 : Zweiter Beitrag zur Herpetologie der Insel Kreta (Vorläufige Mitteilung). Vèstnik Ceskoslovenské Zoologické Spolecnosti, vol. 5, p. 77-79.